# 耳取トンネル
耳取トンネル（みみとりトンネル）は、山口県周南市の山陽自動車道のトンネル。山陽自動車道の中で一番距離が短いとされる。

## 概要
- 上り線（広島方面）長さ：67 m
- 下り線（北九州方面）長さ：72 m[1]

## 歴史
- 1990年12月20日　山陽自動車道・熊毛IC - 徳山東IC間の開通と共に供用開始。

## 追記事項
- 山陽自動車道のトンネルでは一番距離が短く、入口の段階で先の徳山東ICか広島から方面の車線がはっきりと確認できる程の距離である。この経緯からかほとんどトンネルを通過しているようには感じ取れない場合が多い。距離が極端に短いためにトンネル内部での点灯を必要とする標識も設置されていない。
- このトンネルの真上には遺跡があるために切り通しの形からトンネルの形態に変更されたためにできたものである。